# Keon Johnson
Christopher Keon Johnson, född 10 mars 2002 i Shelbyville i Tennessee, är en amerikansk professionell basketspelare (SG/PG) som spelar för Brooklyn Nets i National Basketball Association (NBA). Han har tidigare spelat för Los Angeles Clippers och Portland Trail Blazers.
Han draftades av New York Knicks i första rundan i 2021 års draft som 21:a spelare totalt.
Innan Johnson blev proffs studerade han på University of Tennessee och spelade för deras idrottsförening Tennessee Volunteers.